# Malo Gusto
Pour les articles homonymes, voir Gusto.
Malo Gusto, né le 19 mai 2003 à Décines-Charpieu (Rhône), est un footballeur international français qui évolue au poste d'arrière droit au Chelsea FC.
Il est sélectionné en équipe de France depuis 2023.

## Biographie
Malo Gusto est né à Décines-Charpieu,,,,,. Il possède des origines martiniquaises par son père ,. Il grandit à Villefontaine, en Isère. Son père le fait d'abord jouer au rugby, mais il choisit rapidement de poursuivre son rêve de devenir footballeur professionnel.

### Carrière en club

#### Formation et premiers pas à Lyon (2012-2021)
Malo Gusto commence à jouer au football à l’entente sportive de Saint-Priest, passant ensuite au FC Bourgoin-Jallieu, où il reste une seule année avant d'intégrer l'académie de l'Olympique lyonnais en moins de 14 ans, dans un mouvement ressemblant à celui de son aîné du centre de formation Amine Gouiri,,,. Gusto arrive ainsi à Lyon l'année où le club s'installe au Stade des Lumières, dans sa ville natale.
Il y fait partie de la même génération que Florent da Silva (en), Yaya Soumaré (en) et Rayan Cherki, signant son premier contrat professionnel avec le club français en décembre 2020. Il compte alors déjà quelques apparitions sur le banc en Ligue 1 sous l'égide de Rudi Garcia, tout en ayant déjà pu faire montre de son talent en UEFA Youth League et en National 2, avec la réserve,,,,.
Malo Gusto fait ses débuts professionnels avec l'OL le 24 janvier 2021, remplaçant Bruno Guimarães à la 90e minute d'une victoire 5-0 à l'extérieur en Ligue 1 contre Saint-Étienne, lors du Derby du Rhône,,,. Après avoir fait une autre brève apparition en Ligue 1 en fin de la saison, le jeune défenseur signe un nouveau contrat avec Lyon en juin, qui le lie au club jusqu'en 2024,,

#### Essors en professionnel avec l'OL (depuis 2021)
Au cours de la pré-saison 2021 — Peter Bosz ayant entre-temps été nommé entraîneur-chef par Juninho à la suite du départ de Rudi Garcia — Gusto apparait rapidement comme l'un des espoirs les plus prometteurs issu du centre de formation, aux côtés notamment de Castello Lukeba, se voyant même nommé homme du match lors d'une victoire 4-1 en amical contre les pensionnaires de Bundesliga de Wolfsburg,,.
À l'orée de la saison 2021-22 Gusto apparait comme la doublure officielle de l'international français Léo Dubois, alors que plusieurs arrières latéraux sont sur le départ, dont Mattia De Sciglio, Melvin Bard et Maxwell Cornet,,. Il connait ainsi sa première titularisation au cours match d'ouverture de l'exercice lyonnais contre Brest le 7 août,. Il devient ainsi le plus jeune défenseur à être titularisé en Ligue 1 avec l'OL depuis Samuel Umtiti,.
Tout en semblant rester derrière Dubois dans la hiérarchie des arrières droits de la fin de l'été et à l'automne 2021, Gusto s'illustre à plusieurs reprises sous les ordres de Bosz, notamment comme titulaire lors la victoire 2-0 à l'extérieur Europa Ligue face aux Rangers de Steven Gerrard ou à l'occasion de la défaite 2-1 en Ligue 1 à l'extérieur contre le PSG, où il doit défendre sur un Kylian Mbappé particulièrement en forme,,,.
A l'aube de la saison 2022-2023, il troque le numéro 17 qu'il porte depuis qu'il s'est révélé en équipe première pour le numéro 27, jusque là porté par Jérôme Boateng - qui récupère le 17 de Gusto que le défenseur central portait au Bayern Munich.

#### Chelsea (2023-)
Le 29 janvier 2023, il s'engage avec Chelsea jusqu'en 2030 mais est immédiatement prêté à l'Olympique lyonnais jusqu'à la fin de la saison. Le coût du transfert est estimé à 35 millions d'euros dont 5 en bonus. Il trouve petit à petit une place de titulaire indiscutable dans l'équipe et est titulaire lors de la finale de Coupe de la ligue perdue en prolongation contre le Liverpool FC.
La saison suivante, il est titulaire en finale de Ligue Conférence 2025 remportée quatre buts à un contre le Bétis Séville.
Le 13 juillet 2025, il est titulaire en finale de la première Coupe du monde des clubs de la FIFA remporté trois buts à zéro contre le Paris Saint-Germain Football Club

### Carrière en sélection

#### En sélections jeunes
Gusto est un international français en équipes de jeunes : il a d'abord joué comme milieu de terrain pour les moins de 16 ans dès 2018, avant d'être sélectionné comme arrière droit avec les moins de 17 puis les moins de 18 ans. Cependant, il ne joue aucun match officiel avec ces derniers, la pandémie de covid empêchant à la plupart des rencontres internationales junior d'avoir lieu,,.
En septembre 2021, alors que la pandémie desserre son emprise sur le sport, le jeune défenseur retrouve les sélections officielles, jouant cette fois avec les moins de 19 ans,. Il est appelé pour un tournoi amical en Slovénie, pour affronter la Russie, la Slovaquie et les hôtes slovènes, en compagnie de son coéquipier Rayan Cherki,. Titulaire, il y joue toutes les minutes des trois matchs, finissant même par porter le brassard de capitaine des bleuets,,.
Cependant, seulement un mois plus tard, lui et Rayan Cherki sont directement surclassés en équipe espoirs, par Sylvain Ripoll,. Ils font ainsi tous les deux leurs débuts avec la sélection le 8 octobre 2021, jouant un rôle actif dans l'importante victoire 5-0 des leurs contre l'Ukraine dans le cadre des éliminatoires de l'euro espoirs,,.
Sa sélection en équipe de France U20 est envisagée pour la Coupe du monde 2023 mais l'Olympique lyonnais refuse de le laisser partir.

#### Équipe de France A
En octobre 2023, initialement appelé en équipe de France espoirs, il est convoqué pour la première fois par le sélectionneur Didier Deschamps en équipe de France à la suite des forfaits sur blessure de Jules Koundé et Dayot Upamecano.
Le 13 octobre 2023, il joue sa première sélection en remplaçant Jonathan Clauss en équipe de France à la 79e minute, lors d'une victoire deux buts à un face aux Pays-Bas, dans le cadre des éliminatoires de l'Euro 2024.
Le 21 mai 2025, après pratiquement deux ans d’absence, il est rappelé en équipe de France A par Didier Deschamps, en vue de disputer la phase finale de la Ligue des Nations. Il entre en jeu contre l'Espagne avant d'être titulaire lors de la petite finale remportée deux buts à zéro contre l'Allemagne.

## Style de jeu
Perçu comme un joueur très habile et offensif dès ses premiers pas en football à huit à Villefontaine, Malo Gusto joue d'abord comme milieu offensif ou attaquant, à l'ASVF puis au FCBJ. Mais lors de son séjour au centre de formation lyonnais, il est essayé à plusieurs postes, de milieu relayeur à meneur de jeu , en passant par l'aile droite, pour finalement s'installer au poste d'arrière droit, où son activité et sa vitesse se trouvent le mieux mises à profit,,,,,.
Gusto est vu comme un arrière athlétique et travailleur, arrivant également à utiliser sa technique et sa précision de passe pour être décisif dans la moitié de terrain adverse,,.

## Statistiques détaillées
| Saison                | Club                  | Championnat           | Championnat | Championnat | Championnat | Coupe nationale | Coupe nationale | Coupe nationale | Coupe de la Ligue | Coupe de la Ligue | Coupe de la Ligue | Compétition(s) continentale(s) | Compétition(s) continentale(s) | Compétition(s) continentale(s) | Compétition(s) continentale(s) | Coupe du monde des clubs | Coupe du monde des clubs | Coupe du monde des clubs | Total | Total | Total |
| Saison                | Club                  | Division              | M.          | B.          | P.d.        | M.              | B.              | P.d.            | M.                | B.                | P.d.              | Comp.                          | M.                             | B.                             | P.d.                           | M.                       | B.                       | P.d.                     | M.    | B.    | P.d.  |
| 2020-2021             | Olympique lyonnais    | Ligue 1               | 2           | 0           | 0           | -               | -               | -               | -                 | -                 | -                 | -                              | -                              | -                              | -                              | -                        | -                        | -                        | 2     | 0     | 0     |
| 2021-2022             | Olympique lyonnais    | Ligue 1               | 30          | 0           | 4           | -               | -               | -               | -                 | -                 | -                 | C3                             | 7                              | 0                              | 1                              | -                        | -                        | -                        | 37    | 0     | 5     |
| 2022-2023             | Olympique lyonnais    | Ligue 1               | 21          | 0           | 1           | 1               | 0               | 0               | -                 | -                 | -                 | -                              | -                              | -                              | -                              | -                        | -                        | -                        | 22    | 0     | 1     |
| Sous-total            | Sous-total            | Sous-total            | 53          | 0           | 5           | 1               | 0               | 0               | -                 | -                 | -                 | -                              | 7                              | 0                              | 1                              | -                        | -                        | -                        | 61    | 0     | 6     |
| 2023-2024             | Chelsea FC            | Premier League        | 27          | 0           | 6           | 5               | 0               | 3               | 5                 | 0                 | 0                 | -                              | -                              | -                              | -                              | -                        | -                        | -                        | 37    | 0     | 9     |
| 2024-2025             | Chelsea FC            | Premier League        | 32          | 0           | 2           | 2               | 0               | 0               | 1                 | 0                 | 1                 | C4                             | 6                              | 0                              | 0                              | 7                        | 0                        | 1                        | 48    | 0     | 4     |
| 2025-2026             | Chelsea FC            | Premier League        | 1           | 0           | 0           | 0               | 0               | 0               | 0                 | 0                 | 1                 | C1                             | 0                              | 0                              | 0                              | -                        | -                        | -                        | 1     | 0     | 1     |
| Sous-total            | Sous-total            | Sous-total            | 60          | 0           | 7           | 7               | 0               | 2               | 6                 | 0                 | 0                 | -                              | 6                              | 0                              | 0                              | 7                        | 0                        | 1                        | 86    | 0     | 10    |
| Total sur la carrière | Total sur la carrière | Total sur la carrière | 113         | 0           | 12          | 8               | 0               | 2               | 6                 | 0                 | 0                 | -                              | 13                             | 0                              | 1                              | 7                        | 0                        | 1                        | 147   | 0     | 16    |

### En sélection nationale
| Saison                | Sélection             | Phases finales              | Phases finales | Phases finales | Phases finales | Éliminatoires | Éliminatoires | Éliminatoires | Ligue des nations | Ligue des nations | Ligue des nations | Matchs amicaux | Matchs amicaux | Matchs amicaux | Total | Total | Total |
| Saison                | Sélection             | Compétition                 | M              | B              | Pd             | M             | B             | Pd            | M                 | B                 | Pd                | M              | B              | Pd             | M     | B     | Pd    |
| --------------------- | --------------------- | --------------------------- | -------------- | -------------- | -------------- | ------------- | ------------- | ------------- | ----------------- | ----------------- | ----------------- | -------------- | -------------- | -------------- | ----- | ----- | ----- |
| 2023-2024             | France                | -                           | -              | -              | -              | 1             | 0             | 0             | -                 | -                 | -                 | -              | -              | -              | 1     | 0     | 0     |
| 2024-2025             | France                | Ligue des nations 2024-2025 | 2              | 0              | 0              | -             | -             | -             | -                 | -                 | -                 | -              | -              | -              | 2     | 0     | 0     |
| Total sur la carrière | Total sur la carrière | Total sur la carrière       | 2              | 0              | 0              | 1             | 0             | 0             | -                 | -                 | -                 | -              | -              | -              | 3     | 0     | 0     |

### Liste des matchs internationaux
| Matchs internationaux de Malo Gusto | Matchs internationaux de Malo Gusto | Matchs internationaux de Malo Gusto     | Matchs internationaux de Malo Gusto | Matchs internationaux de Malo Gusto | Matchs internationaux de Malo Gusto | Matchs internationaux de Malo Gusto                                |
|                                     | Date                                | Lieu                                    | Adversaire                          | Résultat                            | Compétition                         | Notes                                                              |
| ----------------------------------- | ----------------------------------- | --------------------------------------- | ----------------------------------- | ----------------------------------- | ----------------------------------- | ------------------------------------------------------------------ |
| 1.                                  | 13 octobre 2023                     | Johan Cruyff Arena, Amsterdam, Pays-Bas | Pays-Bas                            | 1 - 2                               | Éliminatoires de l'Euro 2024        | Entre en jeu à la place de Jonathan Clauss à la 80e minute de jeu. |
| 2.                                  | 5 juin 2025                         | MHPArena, Stuttgart, Allemagne          | Espagne                             | 5 - 4                               | Ligue des nations 2024-2025         | Entre en jeu à la place de Pierre Kalulu à la 63e minute de jeu.   |
| 3.                                  | 8 juin 2025                         | MHPArena, Stuttgart, Allemagne          | Allemagne                           | 0 - 2                               | Ligue des nations 2024-2025         | Titulaire.                                                         |

## Palmarès

### En club
Formé à l'Olympique lyonnais avant de prendre la direction du Chelsea, c'est avec ce dernier que Malo Gusto est finaliste de la Coupe de la Ligue en 2024. Il remporte le premier titre de sa carrière en étant titulaire en finale de Ligue Conférence 2025 contre le Bétis Séville.

### En sélection
Avec l'équipe de France, il termine troisième de la Ligue des nations en 2025.
| Chelsea (2) | France                                 |
| --- | -------------------------------------- |
| - Coupe de la Ligue : - Finaliste : 2024 - Ligue Conférence - Vainqueur : 2025 - Coupe du monde des clubs (1) : - Vainqueur : 2025 | - Ligue des nations - Troisième : 2025 |